# 立科町
立科町（たてしなまち）は、長野県中部に位置する北佐久郡の町。

## 地理
茅野市との境に蓼科山が広がる。「蓼」が当用漢字になかったこと、また古くは「立科山」とも表記されたことから「立科町」となった。
町は標高が高い南部の高原エリアと、人口の約9割が居住する北部の里エリアに分けられる。両エリアをつなぐ部分は狭くくびれた形をしており、「砂時計」あるいは「ひょうたん」の形と表現され、最も狭い地点（雨境峠地区のスノーシェード設置場所）の町土は直線距離で僅か53メートルしかない。
砂時計状の町土の北部には国道141号や254号、長野県道40号が通り市街地が形成されており、南部は茅野市の白樺湖一帯と共に白樺リゾートを構成している。中間部のくびれた部分は僅かな集落を残し、殆どが山林である。このくびれは、明治時代に芦田村が発足したときから存在するものであり、くびれの北側の集落が南側の土地を開拓したことによるものである。
- 山： 蓼科山
- 湖沼： 白樺湖、女神湖

### 隣接している自治体
佐久市、茅野市、東御市、上田市
小県郡長和町

## 気候
寒暖の差が大きく気温の年較差、日較差が大きい顕著な大陸性気候である。
冬季は-15℃を下回る気温が観測されることが珍しくなく、近年でも2012年2月3日に-19.5℃、2013年2月17日に-16.9℃、2015年1月18日に-16.5℃、2016年1月26日に-18.1℃、2017年1月25日に-18.0℃、2017年1月26日に-16.9℃、2023年1月26日に-18.6℃を観測している。
| 立科（1991年 - 2020年）の気候      | 立科（1991年 - 2020年）の気候 | 立科（1991年 - 2020年）の気候 | 立科（1991年 - 2020年）の気候 | 立科（1991年 - 2020年）の気候 | 立科（1991年 - 2020年）の気候 | 立科（1991年 - 2020年）の気候 | 立科（1991年 - 2020年）の気候 | 立科（1991年 - 2020年）の気候 | 立科（1991年 - 2020年）の気候 | 立科（1991年 - 2020年）の気候 | 立科（1991年 - 2020年）の気候 | 立科（1991年 - 2020年）の気候 | 立科（1991年 - 2020年）の気候 |
| 月                                 | 1月                           | 2月                           | 3月                           | 4月                           | 5月                           | 6月                           | 7月                           | 8月                           | 9月                           | 10月                          | 11月                          | 12月                          | 年                            |
| ---------------------------------- | ----------------------------- | ----------------------------- | ----------------------------- | ----------------------------- | ----------------------------- | ----------------------------- | ----------------------------- | ----------------------------- | ----------------------------- | ----------------------------- | ----------------------------- | ----------------------------- | ----------------------------- |
| 最高気温記録 °C （°F）             | 15.7 (60.3)                   | 19.4 (66.9)                   | 25.1 (77.2)                   | 29.6 (85.3)                   | 32.7 (90.9)                   | 34.6 (94.3)                   | 36.0 (96.8)                   | 35.6 (96.1)                   | 33.9 (93)                     | 29.6 (85.3)                   | 25.0 (77)                     | 21.7 (71.1)                   | 36.0 (96.8)                   |
| 平均最高気温 °C （°F）             | 3.3 (37.9)                    | 4.6 (40.3)                    | 9.4 (48.9)                    | 16.1 (61)                     | 21.5 (70.7)                   | 24.4 (75.9)                   | 28.3 (82.9)                   | 29.4 (84.9)                   | 24.4 (75.9)                   | 18.2 (64.8)                   | 12.5 (54.5)                   | 6.5 (43.7)                    | 16.6 (61.9)                   |
| 日平均気温 °C （°F）               | −2.1 (28.2)                   | −1.2 (29.8)                   | 2.8 (37)                      | 8.9 (48)                      | 14.6 (58.3)                   | 18.5 (65.3)                   | 22.3 (72.1)                   | 23.0 (73.4)                   | 18.6 (65.5)                   | 12.2 (54)                     | 6.2 (43.2)                    | 0.7 (33.3)                    | 10.4 (50.7)                   |
| 平均最低気温 °C （°F）             | −8.0 (17.6)                   | −7.3 (18.9)                   | −3.3 (26.1)                   | 1.8 (35.2)                    | 8.3 (46.9)                    | 13.8 (56.8)                   | 17.9 (64.2)                   | 18.5 (65.3)                   | 14.2 (57.6)                   | 7.4 (45.3)                    | 0.5 (32.9)                    | −4.7 (23.5)                   | 5.0 (41)                      |
| 最低気温記録 °C （°F）             | −19.0 (−2.2)                  | −20.7 (−5.3)                  | −15.6 (3.9)                   | −11.2 (11.8)                  | −2.9 (26.8)                   | 3.9 (39)                      | 9.6 (49.3)                    | 9.7 (49.5)                    | 2.4 (36.3)                    | −3.4 (25.9)                   | −10.9 (12.4)                  | −17.4 (0.7)                   | −20.7 (−5.3)                  |
| 降水量 mm （inch）                 | 33.7 (1.327)                  | 35.9 (1.413)                  | 67.8 (2.669)                  | 69.7 (2.744)                  | 90.7 (3.571)                  | 130.6 (5.142)                 | 150.6 (5.929)                 | 118.8 (4.677)                 | 159.5 (6.28)                  | 132.1 (5.201)                 | 50.9 (2.004)                  | 29.7 (1.169)                  | 1,069.8 (42.118)              |
| 平均降水日数 （≥1.0 mm）           | 5.1                           | 5.7                           | 8.3                           | 8.5                           | 9.2                           | 11.5                          | 13.3                          | 10.3                          | 10.6                          | 8.6                           | 6.3                           | 5.5                           | 102.8                         |
| 平均月間日照時間                   | 183.1                         | 182.3                         | 195.5                         | 206.1                         | 216.3                         | 161.5                         | 169.1                         | 200.0                         | 149.8                         | 157.6                         | 171.3                         | 172.4                         | 2,164.8                       |
| 出典1：Japan Meteorological Agency |                               |                               |                               |                               |                               |                               |                               |                               |                               |                               |                               |                               |                               |
| 出典2：気象庁                      |                               |                               |                               |                               |                               |                               |                               |                               |                               |                               |                               |                               |                               |

## 人口
| |                                        |  |
| 立科町と全国の年齢別人口分布（2005年） | 立科町の年齢・男女別人口分布（2005年） |  |
| ■紫色 ― 立科町 ■緑色 ― 日本全国 | ■青色 ― 男性 ■赤色 ― 女性              |  |
| 立科町（に相当する地域）の人口の推移 \| 1970年（昭和45年） \| 8,301人 \| \| \| 1975年（昭和50年） \| 8,425人 \| \| \| 1980年（昭和55年） \| 8,347人 \| \| \| 1985年（昭和60年） \| 8,455人 \| \| \| 1990年（平成2年） \| 8,680人 \| \| \| 1995年（平成7年） \| 8,712人 \| \| \| 2000年（平成12年） \| 8,609人 \| \| \| 2005年（平成17年） \| 8,237人 \| \| \| 2010年（平成22年） \| 7,707人 \| \| \| 2015年（平成27年） \| 7,265人 \| \| \| 2020年（令和2年） \| 6,612人 \| \| |                                        |  |
| 総務省統計局 国勢調査より |                                        |  |
| 1970年（昭和45年） | 8,301人                                |  |
| 1975年（昭和50年） | 8,425人                                |  |
| 1980年（昭和55年） | 8,347人                                |  |
| 1985年（昭和60年） | 8,455人                                |  |
| 1990年（平成2年） | 8,680人                                |  |
| 1995年（平成7年） | 8,712人                                |  |
| 2000年（平成12年） | 8,609人                                |  |
| 2005年（平成17年） | 8,237人                                |  |
| 2010年（平成22年） | 7,707人                                |  |
| 2015年（平成27年） | 7,265人                                |  |
| 2020年（令和2年） | 6,612人                                |  |

## 歴史

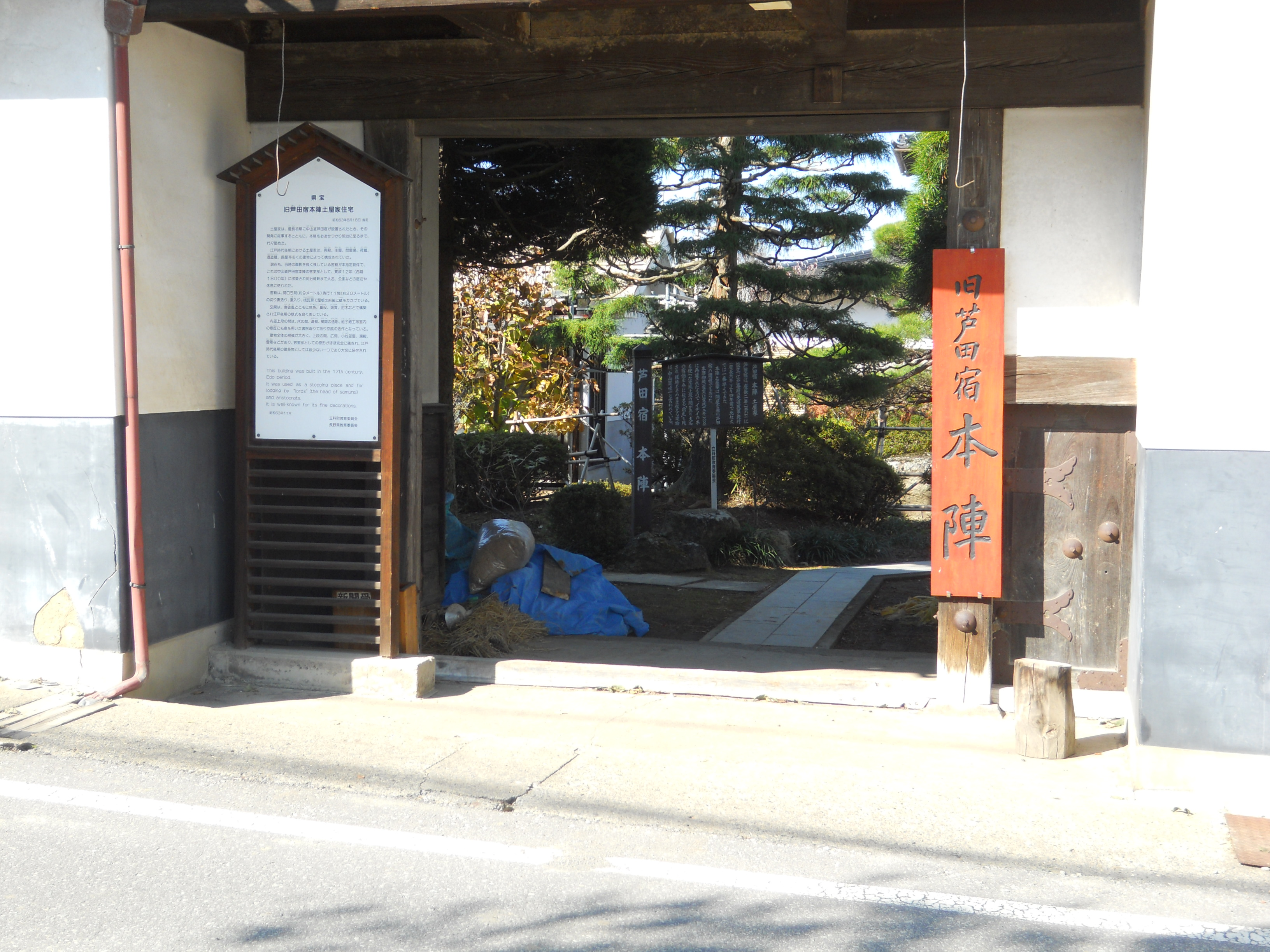
芦田宿本陣

- 1955年（昭和30年）4月1日 - 北佐久郡芦田村・横鳥村・三都和村が合併して立科村が発足。
- 1958年（昭和33年）10月1日 - 立科村が町制施行して立科町となる。
- 1960年（昭和35年）4月15日 - 望月町の一部（茂田井の一部）を編入。

## 行政

### 町長
- 両角正芳（2019年4月30日就任、1期目）[6]

### 町役場
立科町役場（立科町大字芦田2532）

### 警察
管轄
佐久警察署
駐在所
- 芦田警察官駐在所（立科町大字芦田2534-1）
- 山部警察官駐在所（立科町大字山部1770）

出典:

### 消防
管轄
佐久広域連合消防本部

## 議会

### 町議会
- 議長：田中三江（2021年4月20日就任）[8]
- 副議長：今井英昭（2021年4月20日就任）[8]
- 議員定数：12人[9]（任期：2023年4月29日まで）

### 長野県議会
2023年長野県議会議員選挙
- 選挙区：佐久市・北佐久郡選挙区
- 定数：4人
- 投票日：2023年4月9日
- 当日有権者数：117,053人
- 投票率：44.40％

| 候補者名 | 当落 | 年齢 | 所属党派   | 新旧別 | 得票数   |
| -------- | ---- | ---- | ---------- | ------ | -------- |
| 花岡賢一 | 当   | 43   | 無所属     | 現     | 11,164票 |
| 大井岳夫 | 当   | 46   | 自由民主党 | 現     | 10,744票 |
| 小山仁志 | 当   | 47   | 無所属     | 現     | 10,253票 |
| 藤岡義英 | 当   | 51   | 日本共産党 | 元     | 9,996票  |
| 竹花美幸 | 落   | 57   | 自由民主党 | 現     | 9,140票  |

2019年長野県議会議員選挙
- 選挙区：佐久市・北佐久郡選挙区
- 定数：4人
- 投票日：2019年4月7日
- 当日有権者数：116,508人[10]
- 投票率：50.96％

| 候補者名 | 当落 | 年齢 | 所属党派   | 新旧別 | 得票数   |
| -------- | ---- | ---- | ---------- | ------ | -------- |
| 大井岳夫 | 当   | 42   | 自由民主党 | 新     | 12,693票 |
| 花岡賢一 | 当   | 39   | 無所属     | 現     | 11,285票 |
| 小山仁志 | 当   | 43   | 無所属     | 現     | 11,264票 |
| 竹花美幸 | 当   | 53   | 無所属     | 新     | 8,716票  |
| 藤岡義英 | 落   | 47   | 日本共産党 | 現     | 8,603票  |
| 市川将明 | 落   | 38   | 無所属     | 新     | 6,093票  |

### 衆議院
- 選挙区：長野3区（上田市、小諸市、佐久市、千曲市、東御市、南佐久郡、北佐久郡、小県郡、埴科郡）
- 任期：2021年10月31日 - 2025年10月30日
- 投票日：2021年10月31日
- 当日有権者数：399,168人
- 投票率：59.32％

| 当落 | 候補者名 | 年齢 | 所属党派                            | 新旧別 | 得票数    | 重複 |
| ---- | -------- | ---- | ----------------------------------- | ------ | --------- | ---- |
| 当   | 井出庸生 | 43   | 自由民主党                          | 前     | 120,023票 | ○    |
| 比当 | 神津健   | 44   | 立憲民主党                          | 新     | 109,179票 | ○    |
|      | 池高生   | 53   | NHKと裁判してる党弁護士法72条違反で | 新     | 3,722票   | ○    |

## 姉妹都市・提携都市

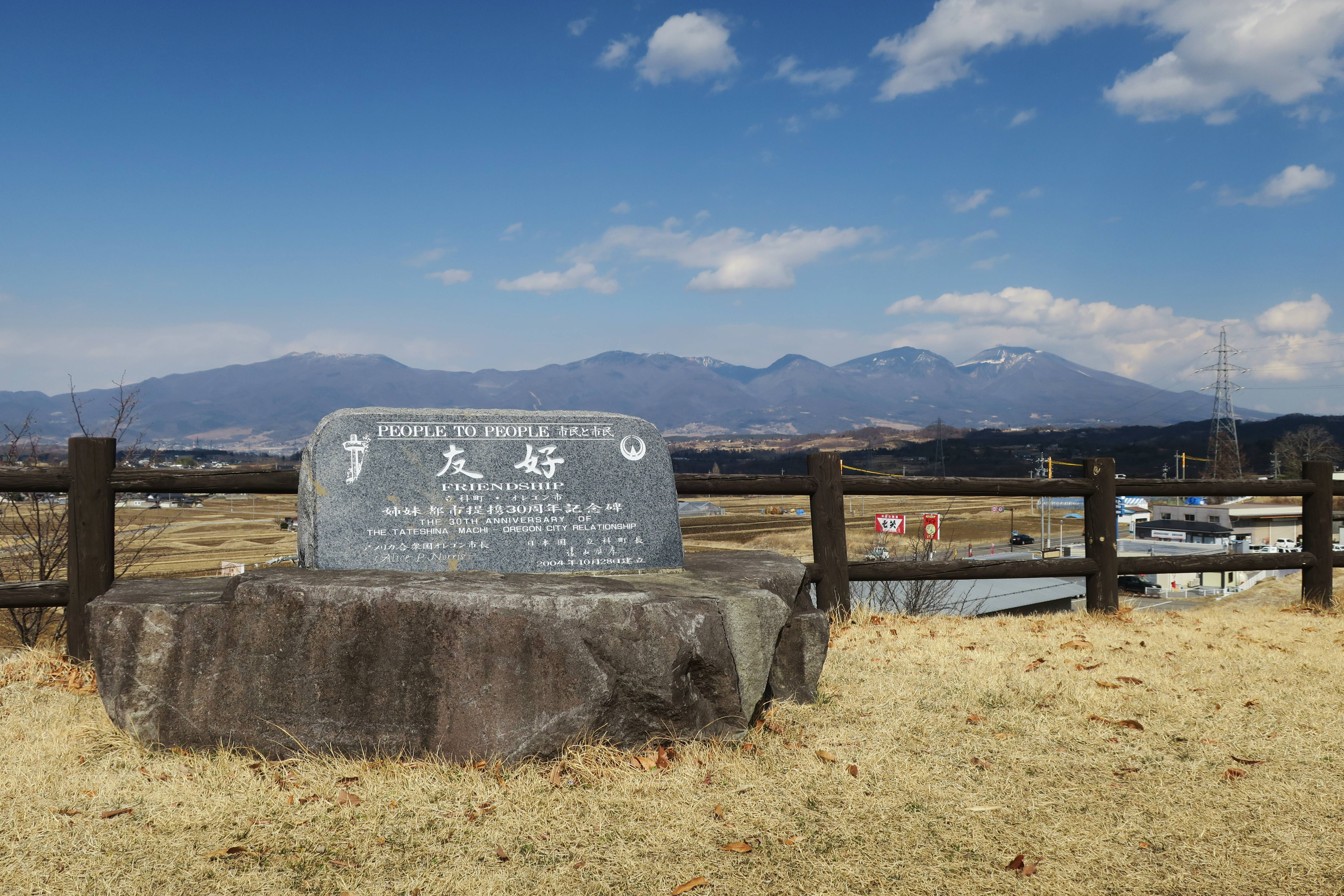
オレゴンシティとの友好記念碑

### 国内
- 相模原市（神奈川県）
- 愛川町（神奈川県愛甲郡）
- 清瀬市　（東京都）

### 海外
- オレゴンシティ市（アメリカ合衆国オレゴン州）

## 教育

### 高等学校
- 長野県蓼科高等学校

### 中学校
- 立科町立立科中学校

### 小学校
- 立科町立立科小学校

### セミナーハウス
- 愛知大学 白樺高原ロッジ
- 慶應義塾 立科山荘
- 学校法人土浦日本大学学園　蓼科林間学園
- 筑波大学附属高等学校 蓼科桐陰寮
- 川村学園 蓼科山荘

## 交通

### 鉄道
町内に鉄道路線は走っていない。南北に分かれた地区のうち、北部はJR東日本北陸新幹線佐久平駅、およびしなの鉄道田中駅が最寄りとなっており、南部はJR東日本中央本線茅野駅が最寄り駅。

### 道路
国道
- 国道142号
- 国道254号

県道

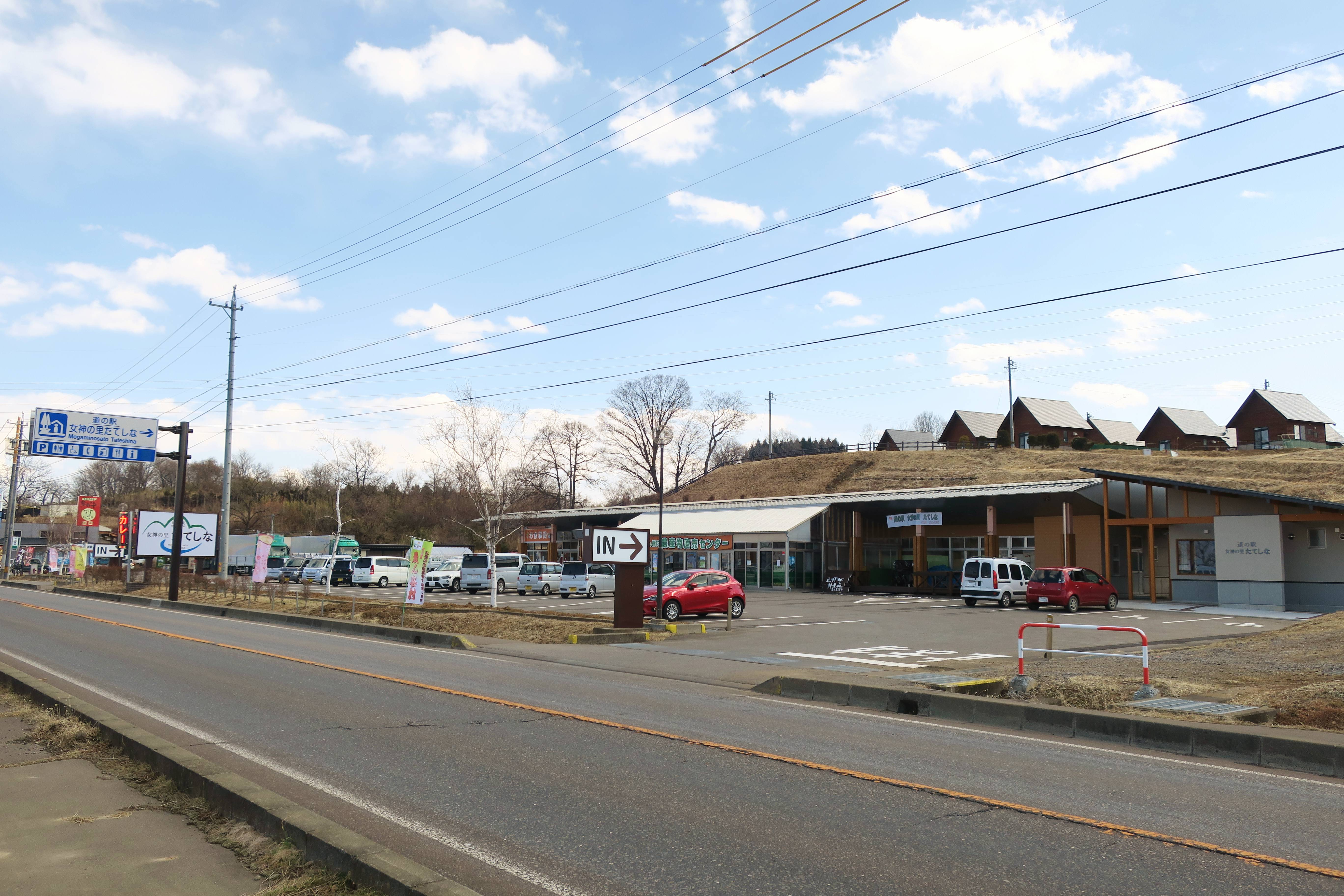
国道142号・道の駅女神の里たてしな

- 長野県道40号諏訪白樺湖小諸線（一部区間ビーナスライン）
- 長野県道147号芦田大屋停車場線
- 長野県道148号牛鹿望月線
- 長野県道152号雨境望月線
- 長野県道153号立科小諸線
- 長野県道167号丸子北御牧東部線

道の駅
- 女神の里たてしな

町内に高速道路は通っていない。最寄りのインターチェンジは東御市にある東部湯の丸インターチェンジ（上信越自動車道）である。その他は佐久市にある佐久南インターチェンジ（中部横断自動車道）も利用しやすい。

### 路線バス
- 千曲バス - 役場前から発着（中込駅や蓼科高校へ運行）
- 東信観光バス - 役場前から発着（丸子（旧丸子駅）へ運行）
- アルピコ交通（諏訪バス）
- たてしなスマイル交通

## 通信
- 2007年10月1日から固定電話の単位料金区域（市内通話の地域）が小諸MAから佐久MAに変更となった。市外局番は0267で変更無し。

## 名所・旧跡・観光
- 白樺高原
- 白樺湖
- 女神湖
- 御泉水自然園
- 蓼科牧場
- 鳴石
- 中山道芦田宿、笠取峠、茂田井宿
- 津金寺
- 権現の湯
- 白樺2in1スキー場
- 白樺高原国際スキー場
- 蓼科テディベア美術館

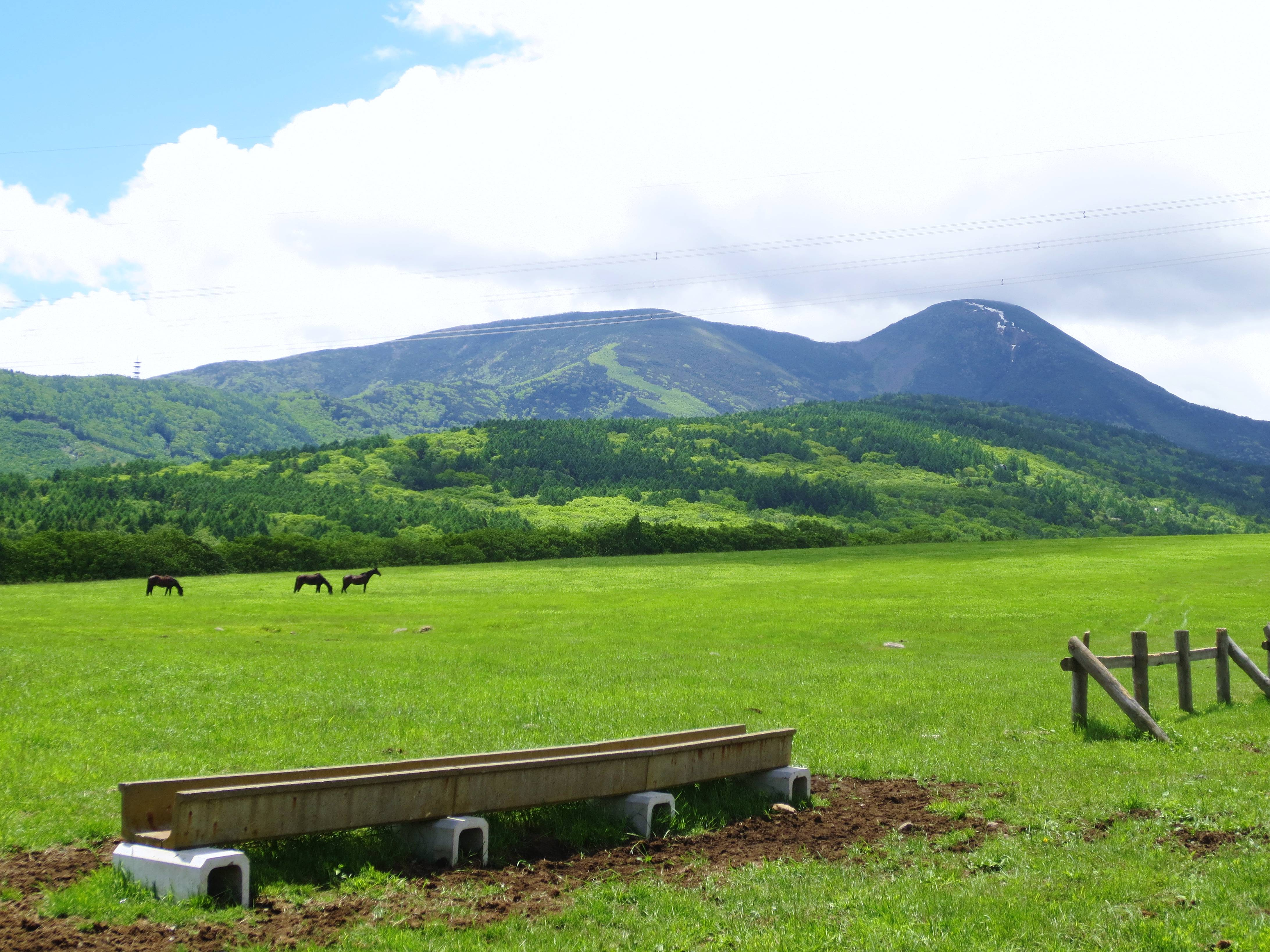
蓼科第二牧場

- 世界の影絵・きり絵・ガラス・オルゴール美術館（藤城清治）
- 池の平温泉
- 白樺リゾート池の平ファミリーランド

## 著名な出身者
- 保科百助[11]（教育家）
- 寺島舞（フリーアナウンサー  元高知さんさんテレビアナウンサー）
- 土屋隆夫[11]（小説家）